# 普兰新年
普兰新年（藏語：སྤུ་ཧྲེང་གི་ལོ་གསར།，威利转写：spu hreng gi lo gsar），中华人民共和国西藏自治区阿里地区普兰县的传统节日，节庆活动在藏历十一月一日新年前后举行。普兰新年比拉萨一带的藏历新年要早两个月，两者与林芝一带的工布新年、日喀则一带的农事新年一同组成了藏族的四个传统新年。

## 起源
普兰新年已有1000多年的历史，和其他藏区的新年并无本质区别，主要差异便是庆祝时间不同。有观点认为，普兰新年是由原始苯波历法推算而来的，恰好与现代藏历的十一月一日为同一天。而根据民间传说，普兰在藏历十一月庆祝新年缘起于诺桑王子时期，因王子要去北方征战，当地便将新年庆祝改到了在出征前的十一月。另外也有说法认为十一月庆祝新年与普兰的节气和气候变化有关。

## 习俗
普兰新年是普兰县最隆重、最吉祥的节日，普兰人会在节日期间与家人亲朋团聚，很多村庄会组织全村民众的歌舞活动，整个节庆活动持续10天左右。普兰新年的节庆活动中，有与其他藏区过年时相似的古突、卡塞、青稞酒，较为独特的有新年第一天背“金水”，表演锅庄舞蹈，给父母磕头的“恰才”等。
藏历十月二十九中午，在普兰县多油村等地方，男子和孩童会在打谷场聚集，由敲着达玛鼓的男子带领到各村落约定的场地举行礼物交换仪式，交换的礼物有青稞、盐巴、油饼等。据传说，古时有户穷人因无足够的粮食、盐巴过冬，不得不到别的村落乞讨，回到村子附近时却不慎摔跤，将乞讨来的青稞、盐巴全洒到田中与雪混合，难以捡拾起来，次年这片洒落青稞、盐巴的田地里的青稞长势格外的好，因此村落间形成了乞讨青稞、盐巴的民俗活动，借以祈祷来年风调雨顺、青稞丰收。
藏历十月二十九日晚为“古突之夜”，普兰人会在此时相聚在各自家中共同吃“古突”，以示辞旧迎新。普兰边民会在二十九日白天熬制“古突”（也作“古朵”），“古”意为“九”指二十九日，“突”即“突巴”是一种面粥，“古突”是二十九日傍晚，全家一起食用的一种由九样食材制作而成的面粥，用糌粑、面粉熬煮，一般由青稞、杏子、人参果等配料加工而成。有些地方，古突内还会放一些包裹着不同寓意物品的面食，通常包裹有石子、辣椒、羊毛、木炭或硬币等物品。在普兰县普兰镇科迦村，男人们会在晚10点钟伴着海螺法号到科迦寺前集会。僧人则身着僧装，头戴面具，表演宗教舞蹈，庆祝新年到来。嘎加拉康院内有诵经祈祷活动，之后众人到寺庙二层环绕成圈祈祷新年吉祥。二十九日半晚12时，科迦人会全家聚齐吃“古突”。
藏历十月三十日被称为“囊康”，孩子们回排着队唱着祝福吉祥的歌谣，挨家挨户去讨要新年福气，各家通常会给孩子们准备零花钱、青稞酒、卡塞、糖果等礼物。三十日早晨，家庭主妇会早早起床做羌果，让家人们在床头品尝后再去睡回笼觉。有些地方的少女会在这一天去水源地取回寓意新年吉祥如意的第一桶新水，新水一般供奉在佛堂，也给家中长者和村里孩子们饮用。三十日白天还有洗头的习俗，一些妇女们会在这一天给孩子和自己洗发，并酿制青稞酒、制作油炸果子等作为过年的饮食。三十日晚上10时左右，家中男性会去参加驱鬼仪式。新年初一之前，一些村民还会到县城购买糖果、饮料、酒水、干果等年货，并打扫卫生、收拾房屋、更换新卡垫，用糌粑在室内墙上绘制吉祥图等。
新年当天的藏历十一月初一是节庆中最隆重的一天，普兰边民身着节日盛装欢度新年，家中准备有酥油茶、青稞酒、生酱肉、糌粑、卡塞、人参果等各种食物。初一清晨，家庭主妇在天亮前到溪里背回一桶水，俗称“银水”，敬献到佛堂里，并煮一锅青稞粥让家人们起床之前在被窝里喝；日出时再背回一桶水，俗称“金水”，用来做酥油茶。“金水”有福气好、幸运、吉祥的意味，被分装在数十个铜碗里，先供奉神佛，也被用来给家人食用，或家里的牲畜饮用。大年初一上午，全村的男人一起骑马去祭祀山神，更换经幡，诵经祈福，而后各自回家聚会，不在外出。个别的会派出家中两三个青年男女到隔壁邻居或亲戚家拜年，他们通常会带上青稞酒和酒碗，端着装有青稞、糌粑、五彩的吉祥草的切玛盒。
节庆期间，普兰人会在供桌上放一下羊头、切玛、青稞苗等，祈祷新的一年可以吉祥如意。新年的“恰才”仪式是晚辈要给父母亲或家里长辈磕头，以感谢父母的养育之恩，长辈的教导。普兰人还会在新年初一通过打扫自家卫生、洗头、换新衣、放生牲畜等活动来迎接新的一年。

## 节日歌舞
普兰的歌舞以圆圈舞“过卓”为主，数人围坐成圈，舞者入圈内手端精制木碗或瓷龙碗，臂搭洁白哈达载歌载舞。拉手成圈的自娱性舞蹈“果谐”在普兰乡村也广泛流传，男女分班唱和，以足顿地为节。发源于普兰县的孔雀舞“玛结霞卓”也流传于普兰县和狮泉河地区，玛结霞卓为圆圈形和半圆形，无专门的乐器伴奏，但有伴唱。

## 传统服饰
节日期间，普兰妇女会穿着一些只在节日盛典时穿戴的贵重服饰，常装饰有黄金、白银、松石、玛瑙、珊瑚、珍珠、田黄等珠宝，从头盛装到脚，重达十多斤，价值十几万元乃至数百万元。

## 备注
1. ↑  卡垫是指铺在藏式床、沙发上的藏毯